# کیتی لستر
کیتی لستر (متولد ریویدا فریرسون؛ ۱۶ اوت ۱۹۳۴) یک خواننده و هنرپیشه آمریکایی است که به خاطر تک آهنگ موفق خود به نام نامه‌های عاشقانه در سال ۱۹۶۱ شناخته می‌شود که به ۵ جدول برتر در ایالات متحده و بریتانیا رسید. او همچنین برای بازی در نقش هستر-سو ترهون در مجموعه تلویزیونی آمریکایی خانه کوچک در دشت شناخته شده‌است.
کیتی لستر در ۱۶ اوت ۱۹۳۴ در هوپ، آرکانزاس به نام ریویدا فریرسون به دنیا آمد. والدین او کشاورز بودند که در نهایت در مجموع ۱۵ فرزند داشتند. لستر در کودکی ابتدا در کلیسا و سپس در گروه‌های کر مدرسه آواز خواند. او برای تحصیل موسیقی در کالج ایالتی سانفرانسیسکو بورسیه تحصیلی دریافت کرد و در اوایل دهه ۱۹۵۰، با نام «کتی لستر» در کلوپ پیاز ارغوانی شهر شروع به اجرا کرد. او بعداً به عنوان خواننده با ارکستر کب کلووی به اروپا و آمریکای جنوبی سفر کرد.